# 石狩市立樽川中学校
石狩市立樽川中学校（いしかりしりつたるかわちゅうがっこう）は、北海道石狩市樽川に所在する公立中学校。

## 沿革
1993年3月、石狩町議会で中学校建設を決議された。校名は地元住民の強い願いにより、1973年3月に閉校した旧樽川中学校の校名を再び使用することが決まった。1995年4月、花川南中学校から分離する形で「石狩町立樽川中学校」（生徒505名、15学級）が開校した。
年表
- 1995年（平成7年）- 石狩町立樽川中学校が開校[2]、校歌制定[注 1][1]。
- 1996年（平成8年）- 市政施行により石狩市立樽川中学校に改称[2]。
- 1997年（平成9年）- ロシアのワニノ市とのスポーツ交流[1]。
- 1999年（平成11年）- スクールバス運行開始[2]。
- 2005年（平成17年）- 石狩市学校版環境ISO認定第1号[2]。
- 2006年（平成18年）- 少人数学級実践研究開始[2]。
- 2008年（平成20年）- 二学期制導入[2]。
- 2010年（平成22年）- 特別支援学級を2学級設置[2]。
- 2011年（平成23年）- 少人数指導開始（1年 数学）[2]
- 2018年（平成30年）- 石狩ワニノ姉妹都市提携25周年記念事業で、石狩太鼓同好会訪問[1][3]。

## 教育目標
- 「体」生命を大切にし、体を鍛える生徒[4]。
- 「知」自らの生き方を求め、知性を磨く生徒[4]。
- 「意・情」他を思いやり、考えて行動する生徒[4]。
- 「労」役割を自覚し、進んで働く生徒[4]。

## 部活動
全国大会のみ掲載。
体育部
- 野球部
- 男子バスケットボール部
- 女子バスケットボール部
- バレーボール部
- バドミントン部
- ソフトテニス部
- サッカー部

文化部
- 吹奏楽部
- 石狩太鼓部
- 美術部

かつてあった部活動・同好会
- 演劇同好会
  - 全国中学校総合文化祭 出場（2007年）[2]

個人
- 体操
  - 神奈川国体 男子出場（1998年）[2]
  - 全国大会 個人出場（2015年 - 2016年）[2]
- 柔道
  - 全国大会 個人出場（2015年）[2]

## 通学区域
通学区域は以下の通り。
- 花川南1条1丁目 - 2丁目
- 花川南2条1丁目 - 2丁目
- 花川南3条1丁目 - 2丁目
- 花川南4条1丁目 - 3丁目
- 花川南5条1丁目 - 2丁目
- 花川南6条1丁目 - 2丁目
- 花畔354番地
- 樽川3条1丁目 - 3丁目
- 樽川4条1丁目 - 3丁目
- 樽川5条1丁目 - 3丁目
- 樽川6条1丁目 - 3丁目
- 樽川7条1丁目 - 3丁目
- 樽川8条1丁目 - 3丁目
- 樽川9条1丁目 - 3丁目
- 樽川
- 新港西1丁目 - 3丁目

## 出身小学校
- 石狩市立南線小学校

## 交通アクセス
- 北海道中央バス
  - （麻40）麻生樽川線「明乳シティー前」停留所下車、徒歩10分[7]。
  - （麻41）手稲線「明乳シティー前」停留所下車、徒歩10分[8]。
  - （宮47）手稲線「明乳シティー前」停留所下車、徒歩10分[8]。

## 著名な出身者
- あべみほ（タレント、グラビアアイドル）
- 田野崎文（シンガーソングライター）